# 魔砲使い黒姫
『魔砲使い黒姫』（まほうつかいくろひめ）は、片倉・狼組・政憲による日本の漫画作品。かつて『月刊少年ジャンプ』（集英社）に連載され、その後同誌の休刊に伴い、後続誌『ジャンプスクエア』（集英社）の公式サイト内にて連載再開し、2011年2月更新分（第5部第24話）にて完結。話数カウントは「装○弾」。
主人公の女性・黒姫は、銃に似た武具「魔砲銃」から魔力を込めた弾丸「魔砲弾」を発射し、それによって攻撃や治癒などの様々な効果を引き起こすことから、“魔砲使い”と呼ばれる。バトルアクションのみならず作者による優れた心理描写が見られる。
この作品の特徴として、スター・システムが見られ、同作者の他の作品よりキャラクター（全くの別人で姿のみ同じ）がよく登場している。
2006年3月に、タカラトミーよりPlayStation 2専用ソフトが発売された。

## 登場人物
声優はゲーム版のもの。

### 主要キャラクター
黒姫（くろひめ）
声：林原めぐみ
世界最強の魔砲使い。絶世の美女だが性格は最悪。その原因は壮絶な生い立ちと、死神・堕悪霊の戦いに敗れ記憶と“愛”を奪われてしまったことによるもの。現在は“愛”によって性格が修正していき、純粋な信念を突き通すようになった。
彼女の纏う黒神木はあらゆる魔力を弾く物質であり、黒姫の体内へと通じている。戦乱を鎮めるまでに数多の戦場や街を蹂躙しており、人々の怨念や魂そのものを糧に強大な魔力を得てきた。
魔力を開放すると髪型が金髪のポニーテールに変わり、服装も変化する。
姫子（ひめこ） / 姫子嬢（ひめこじょう）
声：林原めぐみ
封印状態の黒姫。最初は口が悪い生意気な幼女そのものだったが、現在は約16 - 18歳の少女の姿になっている。初期の姫子は幼く、わがままで自分勝手な上大飯食らいで、魔力はほとんどなかった。元の姿に近づいてからは以前よりも魔力を使えるようになった。過去から帰還した時点でさらに扱える魔力が増えており、他の魔砲使いやお雪たちから魔力の援助を得なくとも大和旋龍砲で精霊王の力を引き出せるようになっている。
零（ゼロ）
声：浪川大輔
「“豪速四連銃”の零」の異名を持つ四丁拳銃使い。序盤の黒姫・姫子と対照的に善良で、正義を愛する少年。10年前に助けられたことで、黒姫に一目惚れした。黒姫が力と記憶を無くしていても、彼女を愛し続ける。死神天使団と死神“堕悪霊”との激闘の後、黒姫をかばって死亡したが、夜叉姫によって黄泉の国の王、死神・堕悪“零”として復活した。レイという双子の兄がいた。
鬼丸（おにまる）
声：玄田哲章
モヒカン頭（?）の悪党で、鬼丸団の元団長。巨乳好きの大男。現在は争怒の呪いに精神力で反発したため犬のような魔物（黒姫曰く「ツチノコ」）にされているが、そちらの方が今のところ、良好な環境だと思われる。小さいながらも黒姫のサポートをこなす。「や」と「ん」が話せる。
阿修羅（アスラ）
声：真田アサミ
火の魔神（悪魔、精霊とも）。普段は黒髪の少女の姿をしている。戦闘時に黒姫の魔砲弾（魔龍威躯弾）により火龍に強化することが可能。現在は精霊王の命により黒姫に協力している。物語上の処々において伏線が敷かれており、彼女の真意は未だ見えない。しかし、零と黒姫に好意を持っていると思わせるような場面が数々存在する。
魔力を開放した時は腕が6本に増え、炎を思わせる逆立てた髪形をした攻撃的な姿になる。
その正体は大和旋龍刀に大和姫の身代わりとして命を捧げる人身御供。故に元は人間である。
犍陀多（カンダタ）
フードをかぶった謎の人物。物語初期に零の前に現れている。三途の川の番人で、のちに零の最期を見届け、過去に旅立つ黒姫に助言を与えている。

### 神族
白姫（しろひめ）
慈愛神。黒姫を姫子の姿にした張本人で、黒姫と瓜二つ。黒姫が無差別に殺そうとしたところを制止して登場、その際零に姫子の呪いを解くことを導かせて去る。後に堕悪霊が降臨した際に再登場、堕悪霊の命令で黒姫を再び姫子の姿にし、黒姫に戻れぬよう封印する。鬼丸のことも知っており、鬼丸と共にいた。
今まで謎とされていたがその正体は黒姫の記憶と“愛”によって創られた分身。鬼丸に再会を果たしたのも何かの縁と感じ、10年前の出来事を全て鬼丸に話す。同時に自身の出自と立場に疑問を抱いていたようだが、鬼丸の言葉から目が覚める。“愛”を守ろうとした姫子を助け、最期は再び芽生えつつある黒姫の“愛”に世界の未来を託し、堕悪霊に消滅させられた。白姫の死後に黒姫は完全に封印が解けることとなる。
また番外編にも登場している。
夜叉姫（やしゃひめ）
地母神で上位神の一人。大和を統治している。美しい和風の少女だが、怒ると鬼のような姿に変貌し、周囲から恐れられている。性格は極悪非道で、自分の復讐を妨害されれば、たとえ神族であっても容赦しない。地面を自由自在に変形させることが可能で、さらに数本の白神木刀を操る。
敬愛していた堕悪霊の敵討ちとして黒姫を付け狙う。ほどなくして黒姫と戦い、圧倒的な強さで黒姫を追い詰める。その後諸事情で黄泉の国に退き、堕悪霊と対面するが、余りに落ちぶれた姿を見て消滅させた。そこで黒姫の復讐として、零の魂を堕悪“零”へと変え、自分の恋人にしようと企み、堕悪“零”と共に再登場。黒姫から全てを奪い、どん底に陥れようとしたが、失敗に終わり、返り討ちにされ、再び黄泉の国へ撤退する。
黒姫が過去に行っている間は結界で大和姫の力を封じ、黒姫が姿を現すまで大和の人々を苦しめていた。
闘流（トール）
軍神で上位神の一人。天上界で最初に黒姫を出迎えたことから「総大将」と勘違いされたが、軍神と知ると「特攻隊長」呼ばわりされる。神族を滅ぼす黒姫と戦おうとしていたが、偉宮土によって制止をかけられてしまう。大和編では天使達を引き連れて再登場、しかし夜叉姫に仕切られしまい、黒姫を追うことはなかった。
堕悪“零”（ダークレイ）
死神として復活した暗黒の零。新たな力、死式四連銃を携え、再び黒姫達の前に現れる。かつての零と違い、破壊・憎悪・死の全てを心に宿しており、黒姫を驚愕させる。夜叉姫によればそれらはもともと零の中にあったものだという。零の幼少期にその秘密が隠されている。
黒姫の心蓮を最後の1枚だけ抜き取った後、ほどなくして戦ったが、途中で夜叉姫が瀕死になったため、黄泉の国へと撤退する。その後は夜叉姫の傷が癒えるまで待機し、その後、傷の癒えた夜叉姫を通じて偉宮土の面会を頼んだ。
猛阿威（モアイ）
霊峰神。姿はモアイ像に似ている。主に氷の魔力を扱う。
阿修羅と戦っていたが、日没に一時退散する。日が昇ると、阿修羅を討つために、彼を信仰する山里の者達がいる前でも聖戦と称して構わず襲撃した。その後、呪いが解けた黒姫との戦いを繰り広げるが、次第に黒姫の圧倒的な力に追い詰められる。黒姫と協力した阿修羅の連携によって本体を見つけられ、徹底的に叩き潰された。
その後、死神・堕悪霊が降臨した時に魂として再登場するが、すぐに黄泉の国に戻されてしまう。
顔多羅（ガンダーラ）
鬼神。神鉄で拘束した大和姫を監視する餓鬼の王。三つ目で耳たぶや足が手になっている。頭部から角を出して攻撃する他、「顔堕威武（ガンダイブ）」という必殺技を使う。神族一強靭な肉体を持つと自負し、縛鎖蛇弾や鮫牙大刀弾、岩鱗龍弾の火炎攻撃も利かない。
留守中に黒姫達が侵入したことを憤慨し、黒姫らを始末しようとする。やがて戦意を取り戻した黒姫と本格的に戦うが、最期は黒姫の魔砲獣により真っ二つにされた。
砦誘鬼（サイユウキ）
鬼母神。顔多羅の妻であり、玄武の封印を監視している。大和中に餓鬼を放ち、人間を鬼に変えた張本人。夫の顔多羅との仲は最悪。
真の目的は夫の敵討ちではなく、神族に歯向かい、思い上がった人間に罰を下すこと。玄武の力を得ており、鱗鎧岩での防御や体を水や蒸気、氷に自在に変化し、黒姫を苦しめた。その後、玄武の最大の力を使って大和ごと破壊しようとしたが、黒姫に角を斬られたことで神通力を失い、人間になる。黒姫の言葉により改心するも、直後、神族への裏切り者として夜叉姫に殺され、無残な最期を遂げる。
餓鬼（がき）
不死山を守護する鬼。鬼神や鬼母神の僕である。迷い込んだ者や餓鬼に触れられた者を鬼にしてしまう（神族や精霊、霊獣は平気）。鬼になった者は理性も記憶も失い、死ぬことも許されず、ただ延々と餓鬼たちと鬼ごっこをする羽目になる。普段は「おにー」、触れる時は「でーん」と喋る。旋龍の通常弾や大砲に当たっても痛くもかゆくもないほどの頑丈な体で、性格は無邪気。一度黒姫の成無弾と戦ったことがあり、「超絶怒輪怒輪烈波（チョウゼツドリンドリンレッパ）」という必殺技を繰り出していた。何故か、猿のようないっぱい毛が生えた物は苦手。
裸夢雲（ラムーン）
月の女神。月を頭部に持って現れる。頭部に神の世界「天空界」への入り口を持ち、下界を統治し、塔を築いた者を天空界へと導く。その間、月を塔の頂上に置いていた。
偉宮土（イグド）
神々を統べる主神。黒姫の魔砲銃・砲龍が震える程の力を秘めている。黒姫と白姫を分離した際、白姫に神の力を与えた。
享華姫（ウケヒメ）
里の神。大恐山に封印されている精霊王・白虎を警護していた。人気のいない村に得意料理である“極上御前”を置いて匂いに釣られて来た者を太るまで食べさせて最後は太らせた者を食べる、または胃液風呂と呼ばれる強酸の池に落として食べるという人喰い神でもあった。一真の豪速剣で倒されたがほんの一部にしか過ぎず、本体は村そのもの。最期は本来の姿に戻った黒姫によって倒される。ちなみに享華姫の作った“極上御前”はどんな食わず嫌いであっても満腹であろうとも底なしに食欲を沸かせるが、一時的に理性を失い一口食べれば満腹になるという作用も持つ。
雪女（ゆきおんな） / お雪（おゆき）
雪の神。黒姫にも劣らぬ美貌を持つ大恐山の神族。右目が前髪で隠れている。強力な冷気を操り、同じ水の属性である玄武の魔砲による攻撃は効かない。精霊王の白虎を氷漬けにして封じ込め、同時に言い寄ってきた男達や一真を氷漬けにし、“愛人形”と称して宝部屋へ保存していた。
一真達を取り戻そうとした黒姫達を凍結するが、本来の姿に戻った黒姫に対して雪男を戦わせるよう仕向け、やがて自らも戦うようになる。その後黒姫と阿修羅の連携攻撃を受けるが雪男が命を懸けて必死で守る姿から今まで利用してきたことを悔い改め、雪男を守る為魔力を消費し幼女の姿になってしまう。愛に目覚めたことで黒姫に救われ、夜叉姫達が現れてからは黒姫をサポートした。
神族から追われる立場になったため黒姫と行動を供にするようになる。黒姫討伐団が襲撃した時は、雪玉になって雪男と合体する（お雪が上、雪男が下）と少し成長したような姿となり水の魔力で敵を凍らせる。
黒姫が過去から帰ってくるまでは一真と一緒に亡者と戦っていた。
雪男（ゆきおとこ、ゆきお）
雪の神。雪女の幼馴染で「お雪ちゃん」と慕い、心から愛している。雪の神にもかかわらず寒がりで毛だらけの愛嬌ある姿をしている。本気になると大男の姿に近くなり、肉弾戦を得意とする。
神族でありながら心優しく黒姫の純情さに心を打たれ一真達を逃がそうと人肌脱ぐが失敗に終わる。直後、雪女の命令で本来の姿になった黒姫と戦う事となった。その後黒姫と阿修羅の連携攻撃から命がけで雪女をかばい魔力を消費し子供の姿になってしまう。夜叉姫達が現れてからは黒姫をサポートした。
神族から追われる立場となり、お雪と一緒に黒姫と行動を供にするようになる。黒姫討伐団が襲撃した時は雪玉になってお雪と合体する（雪男が上、お雪が下）と少し成長したような姿となり、肉弾戦で敵を倒す。
黒姫が過去から帰ってくるまでは一真と一緒に亡者と戦っていた。また一真の異変を少しながら感じている。
艶魔女王（えんまじょうおう）
煉獄を統治する神族。番外編に登場。巨大な胸を自慢している。本気を出すと牛の怪物のような姿になる。煉獄に閉じ込められた子ども達を“お乳”で赤子に変えて転生か黄泉行きかの審判を行っている。
煉獄に落とされた姫子達に審判の方法を知られ黄泉へ落とそうとしたが、呪いが解けた黒姫によって退けられる。今度は牛に化け“お乳”で姫子達を赤子にした後、特別な“お乳”で街の男達を利用し、追い詰めた。しかしまた呪いが解けた黒姫によって返り討ちに遭う。最後は黒姫に胸を斬られ神通力を失い、白姫と共に天上界へ連れられた。
美衣無主（ビーナス）
美神。過去編に登場。3つの目と3つの乳房を持った女性の姿をしている。人間を創り出したと言われている。過去にとある国で「神」として崇められていたが、人間を見捨てた。（過去の）黒姫と激戦を繰り広げ、倒される。戦闘では水を操り大津波を発生させる、涙を硬化させ投げナイフを作り出す、分身を生み出す、目から強力な光線を放つ、など多彩な能力を駆使して戦う。

### 死神天使団
堕悪霊（ダークレイ）<先代>
死神で上位神の一人。黄泉の国を統べる、死神天使団の長でもある。黒姫の記憶と“愛”を奪った張本人の一人。とあることが原因で黒姫が善と悪の心を持っていることを知り、分離するよう争怒に命令した。左目以外の整った顔立ちと冷酷で残忍かつ威厳に満ちた態度や風格から争怒や夜叉姫に想いを寄せられる。黒姫から分離した白姫を純粋で無垢な女神として気に入っており、自分の傍らに置いていた。
偉宮土から神殺しの罪で黒姫抹殺の命を受け降臨し、白姫に黒姫の封印をさせ姫子（黒姫）と零を無数の亡者に襲わせた。白姫処刑後は封印が解けた黒姫と死闘を繰り広げるが黒姫と零の連携攻撃で本体の頭部のみとなる。零の魂を人質にし、さらには部下の死神天使団を瀕死に負わせた。黒姫を追い詰めて弄ぶが、結果的には黒姫に倒される。
その後、死者の一人として黄泉に落とされる。夜叉姫の好意を利用して復活し、黒姫に復讐を果たそうとしたが、最期は見切られた夜叉姫に潰され消滅する。
争怒（ソード）
死神天使団団長。剣（ソード）になって、堕悪霊の武器となる。黒姫の記憶と“愛”を奪った張本人の一人で、かつて堕悪霊の命令で黒姫を切り裂き、白姫と分離させたこともあり、黒姫とは因縁が深い。当初は高飛車な態度で黒姫を見下していたが、再登場した時は感情的な性格になっている。また死神天使団のメンバーの中では最も堕悪霊を愛しており、白姫に嫉妬していた。
とある件から鬼丸団を利用して抹殺を目論むが完全に呪いが解けた黒姫によって失敗に終わる。その後仲間と共に黒姫と戦ったがほどなく死神・堕悪霊が降臨してしまい、亡者の指揮を取った。白姫の死後は黒姫が封印から解け、自らも堕悪霊の武器として黒姫と戦ったが、黒姫の魔砲弾を撃たれ、堕悪霊によって瀕死を負わされる。その後死神天使団の仲間達によって残り少ない命を託され一命を取り留め、堕悪霊のある発言から攻撃してしまった。堕悪霊を亡くした後の彼女については、黒姫討伐団を参照。
冥子（メイス）
死神天使団。戦棍（メイス）になって、堕悪霊の武器となる。クールな性格でところどころで争怒に退却を諭したり、死神天使団の権限を優先するなど冷静的である。その後は堕悪霊の武器として黒姫と戦ったが、争怒同様偽我弾を撃ち込まれ黒姫になり、堕悪霊によって瀕死を負わされる。最期は残り少ない命を争怒に託して死んだ。
悪子（アクス）
死神天使団。戦斧（アクス）になって、堕悪霊の武器となる。余裕で攻撃を仕掛けてくる黒姫に対して零を人質に取り、攻撃させないようにした。その後は堕悪霊の武器として黒姫と戦ったが、争怒同様偽我弾を撃ち込まれ黒姫になり、堕悪霊によって瀕死を負わされる。最期は残り少ない命を争怒に託して死んだ。
犯魔（ハンマー）
死神天使団。鎖付きの鉄球（ハンマー）になって、堕悪霊の武器となる。唯一左目が前髪で隠れている。自分達の独断で黒姫を殺めたら堕悪霊にも罰が下るのではないかと心配していた。その後は堕悪霊の武器として黒姫と戦ったが、争怒同様偽我弾を撃ち込まれ黒姫になり、堕悪霊によって瀕死を負わされる。最期は残り少ない命を争怒に託して死んだ。
蛇牙（ダガー）
死神天使団。短剣（ダガー）になって、堕悪霊の武器となる。飄々としている。生き人には直接手を下せないため「あの手」を考案する。その後は堕悪霊の武器として黒姫と戦ったが、争怒同様偽我弾を撃ち込まれ黒姫になり、堕悪霊によって瀕死を負わされる。最期は残り少ない命を争怒に託して死んだ。
乱子（ランス）
死神天使団。槍（ランス）になって、堕悪霊の武器となる。容姿は思春期くらいの少女で無邪気かつ小悪魔的な性格。「あの手」が大好きで零のような年頃の男の子を専門にしている、本人によると零の純情な性格はかわいいらしい。その後は堕悪霊の武器として黒姫と戦ったが、争怒同様偽我弾を撃ち込まれ黒姫になり、堕悪霊によって瀕死を負わされる。最期は残り少ない命を争怒に託して死んだ。
死神天使の僕
死神天使の足に接吻をすること（服従を意味する）でコブラのような姿に変えられる。意識は奪われ死神天使の命令で動く、牙は非常に猛毒で噛まれればすぐに毒が回り死に至る。本来生きている人間を殺すことができない死神天使団はこの僕を利用して殺すらしい。桜化身弾で元に戻ることが可能。亡者に襲われることもなく血の川に入っても無害。白姫曰く「この世とあの世を境に生きる霊獣で亡者と同等の存在」。現在鬼丸は一応この姿になっている。

### 黒姫討伐団
争怒（ソード）
かつての死神天使団団長。堕悪霊消滅後も黒姫を仇として付け狙っている。黒姫との戦いの後、力を手に入れるために吸血鬼と狼男に自ら噛まれ、性質を取り込み、両者の血による副作用に悶絶した後、吸血人狼天使として復活。腕等が剣へと変化し、斬りつけた者を血だけ抜き取り怪物に変える能力を持つ。また眼帯で隠した左目を出すことによって両者の性質を顕現させ、本能のままに暴れる怪物となる。基本は幼女の姿だが、血液を取り込めば元の姿に戻る。
大和へ向かうため、海竜を探すことを目的に船乗り達の船を襲撃。その後海竜を利用してそのまま大和を制圧し、黒姫を倒そうとするが、乙姫が救出されたことで海竜に飲み込まれ過去へ送られてしまう。
過去編では獅子城の主・魔里怨と手を組んでいたが、獅子城に潜入した黒姫と対峙。黒姫に襲い掛かるが魔里怨の本性を知り一時休戦、黒姫と共に獅子城脱出と穿花の救出に共闘する。
穿花救出後は桜花とともに過去の黒姫と戦い、桜花の敗北を機に黒姫の魔砲で狼になるがとある事情で元に戻る。直後、美衣無主に襲われるが黒姫に協力した。黒姫の件から落着した後は愛花、穿花と合流を果たして現代に戻った。
過去から生還した後は黒姫へのわだかまりが残っていたようで黒姫達と共に行動はせず、孤立していた。
桜花（おうか）
白姫の回想の時に登場。幼少期に父親を黒姫に殺され仇である黒姫を刺し殺そうとするも、桜花身弾の治癒力の前に失敗。直後、黒姫から魔砲銃を与えられ再び殺しに来るよう諭された。それ以来、魔力を磨き黒姫討伐団に入る。特技はライフル型魔砲銃による魔法獣の長距離狙撃で黒姫からは別格扱いされるほどの実力。
大絵戸襲撃の時は魔砲弾の狙撃攻撃で黒姫達を苦しめた。その後黒姫と対峙し戦い形勢有利を獲ったが黒姫が乙姫を解放してしまい海竜に飲み込まれて過去へと送られる。
過去編ではさまざまな箇所で黒姫を倒そうとしていたが、やがて魔里怨の本性を知ると一時休戦し黒姫に協力する。
穿花救出後は父親を救おうとするが、あることが原因で父親を殺めてしまう。直後に過去の黒姫に争怒とともに戦いを挑むが、圧倒的な実力差を見せつけられ敗れた。敗北後、黒姫の新しい着物にされたがある事情で元に戻る。その後は美衣無主を倒すため黒姫に協力した。やがて様々な事情から黒姫の全てを許し、黒姫にある重要なことを残す。黒姫の件が落着した後は愛花や穿花と合流し、現代へ戻った。
過去から生還した後は黒姫達と共に行動する。幼少時から持っていた魔砲銃はある事情で手放したため、穿花の魔砲銃を使い亡者を相手に戦う。
穿花（サイカ）
ナルシストな美男。魔砲弾は彼の性格を表したものが多い。恋人の愛花とともに黒姫討伐団の一員として再登場。現在、浮気したため愛花に大事なものをとられている。何故かオネェ言葉でしゃべる機会が増えた（オカマではない）。
黒姫と一真達の前に立ちはだかり、巧みな手段で姫子嬢の正体を暴こうとし、さらには忍者軍団を操って黒姫達を始末しようとしたが黒姫の活躍によって失敗に終わる。その後一度船に退却し団員と争怒に黒姫を見つけたことを知らせたが乙姫の救出で海竜に飲み込まれ過去へと送られる。
過去編では魔里怨によって結界の中に入れられ、人工的な死神にさせられるが、黒姫によって助けられる。救出後は愛花と共に黒姫に感謝し、戦意をなくす。後に再び争怒と桜花と合流し、現代に戻った。
過去から生還した後は黒姫達と共に行動する。持っていた魔砲銃を桜花に貸したようだ。
薔薇姫（ばらひめ）
傲慢な魔砲使い。黒姫に敗北し、地獄の業火に苦しんでいたところを争怒に助けられ、黒姫討伐団に入る。その後闇の魔獣からバラの魔物と化して優花に再び取り憑き、完全に支配した。ところどころで人間の精気を狙い、子どもの精気を吸おうとした事がある。
阿修羅の前に立ちはだかる。精霊化した阿修羅に押されたが、桜花の助太刀で阿修羅を瀕死に追い込み黒姫の居場所を吐かせようとした。その後黒姫を倒そうとするが、乙姫の救出で海竜に飲み込まれ過去へと送られる。
過去編では獅子城に潜入した黒姫を迎え撃つ。しかし不用心に前に出たことから黒姫によって優花と切り離されてしまう。直後に過去の零に取り憑き形勢有利を獲ろうとしたが黒姫の魔砲で失敗に終わる。今度は黒姫に取り憑こうと目論むが逆に成敗され、命を落とした。
愛花（アイカ）
穏健な魔砲使い。生まれつき盲目であるが、実力は本物。実は穿花の恋人で、穿花に出会う以前は言い寄る男性を殺し続けていた。後に穿花の浮気がバレたため大切な物を取り上げ、そして浮気の元凶である黒姫を抹殺することを理由に穿花と共に黒姫討伐団に入る。鬼のように嫉妬深いが穿花を心から愛している。
お雪と雪男の前に立ちはだかり、合体したお雪たちと互角の戦いを見せていた。その後黒姫を倒そうとするが、乙姫の救出で海竜に飲み込まれ過去へと送られる。
過去編では黒姫を倒そうとしていたが、穿花の異変と魔里怨の本性を知り一時休戦し黒姫に協力する。その後死神化した穿花救出のキーパーソンとなった。穿花救出後は黒姫を恩人として感謝し穿花と共に戦意を失う。後に再び争怒と桜花と合流し、現代に戻った。
過去から生還した後は黒姫達と共に行動し、桜花や優花と共に亡者と戦い、穿花を守っている。

### 四大精霊王
大和姫（やまとひめ）/朱雀（すざく）
神族によって捕らえられている火の精霊王。当初黒姫から「悪魔の総大将」と異名を取られていたが、悪魔の正体が精霊と知ると「不死鳥」と呼んでいた。黒姫曰くかなりの地獄耳らしい。零の復活を条件に黒姫に精霊の力を借り、神鉄を斬る事を約束させる。黒姫の弱体化の原因も知っていたのは彼女であり、本来の姿に戻る方法を助言した。神鉄によって力は封じられているが餓鬼によって鬼になった黒姫を元の姿に戻したり、心蓮や大和太刀を授け神族が不死山に来たときは黒姫達を逃がすなど多少の力はあるようだ。
玄武（げんぶ）
神族に封じられた水の精霊王。海を汚し自然と共存が出来ない人間を嫌悪し、砦誘鬼に味方して人間達を浄化しようと考えていたが、黒姫の戦いで砦誘鬼が大和そのものを破壊しようとしたため見切り、黒姫に助言を与える。後の夜叉姫との戦いで阿修羅の“純粋に精霊を想う心”と黒姫の心優しさに心動かされ力を貸す。精霊体は老人で半人半亀のような姿をしている。命を刀に宿した後も助言を与えた。彼の力を引き出すと最大級の水の魔力を得ることが出来、砲式の強力な龍が放てる。また防御力にも優れ、一切の攻撃を無効化する鎧として身に纏うことも可能。
白虎（びゃっこ）
神族に封じられた土の精霊王。雪女の宝部屋で氷漬けとなって保存されていたが、後に氷漬けから解放され三途の川をせき止めた。ほとんどの記憶を失い堕悪“零”と戦う黒姫の姿を観て信用せず力を貸すことを拒んだが、黒姫の零への愛に心動かされ力を貸す。その際黒姫の恋が成就するよう願った。精霊体は青年で半人半虎のような姿をしている。命を刀に宿した後も助言を与えた。彼の力は大和旋龍砲を攻撃に特化させる。形状もバルカンを思わせるものに変化し、魔砲弾、実弾問わず連射が出来るようになる。
青龍（せいりゅう）
唯一神鉄に封じられていなかった風の精霊王。海龍を宿り身にし、過去に赴く黒姫を見守ることで彼女が信頼に足る人間か見定めていた。ただ空間を流れる風と時間『時空』を司り、実体がなくその時間にも存在しないため、神族に捕らわれずに済んでいた。全幅の信頼を持って黒姫に力を託した。彼の力を引き出すと長距離狙撃砲となり、短時間の時間跳躍や過去を見せる等といった魔砲弾が扱えるようになる。

### サブキャラクター（大陸編）
優花（ゆうか）
元は平穏に暮らしていた少女だが美しい容姿から薔薇姫に取り憑かれてしまう。盗賊に襲われかけていたところを零と黒姫によって一時助けられた。その後薔薇姫が動き出したことで身動きが取れなかったが、呪いが解けた黒姫により薔薇姫の魔の手から救われる。それ以降はある理由から留まることとなる。しかし復活した薔薇姫にまた取り憑かれ黒姫討伐団の一員として再登場した。
現在は薔薇姫から解放され、黒姫を「姫さん」と呼び黒姫と行動を共にする。取り憑かれたことで魔砲が使えるようになり黒姫を数々の場面でサポートしていた。
黒姫より先に過去から帰還した後は改心した黒姫討伐団と共に大和へ。黒姫と合流した後は黒姫討伐団達と阿修羅の郷を守るため亡者の侵攻を喰い止めている。
薔薇姫（ばらひめ）
薔薇の森に住んでいたツインテールの美女。かつて言い寄る男性を殺し精気を喰らっていたが、見かねた黒姫からお仕置きと称され若さを奪われ老婆と化した。その後は若さを取り戻そうとするも呪いが強力で解けず、途方に暮れていたところに優花に出会う。自らを魔獣と化し、優花に言い寄る男性の精気を吸い続けた。姫子と零が薔薇の森にやって来たことを機に、過去の恨みを果たそうと姫子を殺そうとする。しかし呪いを解いた黒姫にある方法で返り討ちにされ、逃亡を謀るも黒姫が練った火鳳翔龍弾の地獄の業火によって生き地獄を味わう羽目になる。
その後については黒姫討伐団を参照。
華音（カオン）
元光昇城城主・利光の家臣であり城を守る騎士だった。義理堅い性格で主君・利光に忠義心を誓っている。黒姫（黒姫の偽物）によって襲撃され、仇を討つために大剣を求めて旅に出ていた。
途中動けなくなったところを姫子と零に助けられ、その後共に偽黒姫へ乗り込み敵討を挑む。しかし手に入れた大剣が“復讐の大剣”だったため、既に頭部以外は白骨化しており、最期は偽黒姫によって命を落とす。その後呪いが解けた黒姫に召喚され、禁断の魔砲・裏神術再魂弾によってある形となって復活する。偽黒姫を討ち、零と黒姫によって墓標を建ててもらった直後に死神天使の争怒によって魂を消滅させられた。
利光（りこう）
元光昇城の城主。家臣想いの性格で偽黒姫が城を襲撃され追い詰められた時に家臣である華音を生き残るよう逃がした。その際、華音の忠義心を見込んだ上で来世でも仕えてほしいという約束をさせ、骨になっても生き続ける華音を支えていた。また城が偽黒姫によって乗っ取られた後は彼の鎧の残骸のみが残っていたが偽黒姫が倒された後に華音の墓標の中に埋められた。
（偽）黒姫（（にせ）くろひめ）
黒姫の後釜を座り黒姫と偽った魔女。光昇城を襲撃し、華音の戦友や主君の利光の命を奪った張本人。双頭の猪のような魔砲獣を従わせ、本物の黒姫とは似ても似つかぬ醜い顔立ちと太った体型。先手で手を組んだ鬼丸にも「犬」扱いするほどの女王気取りだが、華音と闘った時には卑劣な面を見せていた。しかし、最期は黒姫によって蘇った華音に成敗される。
菓子姫（かしひめ）
魔砲実験の城の主。自分が大魔砲使いとなって黒姫に代わり世界征服を企む。日々城の中で魔砲の研究をしており、自分の城に罠に仕掛け、罠にかかった者を魔砲の実験体にしていた。実力は黒姫にも到底及ばないため、姫子曰く「小便くさい駆け出しの魔女」。姫子のことを馬鹿にし殺そうとするが、呪いが解けた黒姫の圧倒的な力を見せつけられ、即座に命乞いをした。しかし残った大量の矢烏弾で黒姫を殺そうとするが全滅される。黒姫から見切られ無惨な最期を遂げた。
夜光姫（やこうひめ）
宝石人の一人で石の里の隠れ集落に住む心優しい少女。零が宝石花を守っていたことから零を信じるようになる。その夜宝石人の住民に襲われていた二人をかくまい夜が明けるのを待ってから逃げるよう諭し、零に別れを告げると夜明けとともに宝石になった。その後宝石人に殺されそうになった零を庇い、自分達のために守ってくれた零を信じるよう宝石人達に説得した。黒姫の呪いが解け、鬼丸団を追い払った後は宝石人達と共に黒姫の魔砲で普通の人間になる。最後は宝石人達と笑顔で二人を見送った。
穿花（サイカ）
ナルシストでキザな美男子。馬に乗って颯爽と登場し、鬼丸団に追われていた姫子と零を助け出す。その直後に黒姫の呪いが解け黒姫から気に入られる。
実は鬼丸団員の一人で鬼丸に呼び寄せられていたのだが、しかし実際は黒姫を自分の物にして世界最強の男になろうと企んでいた。また自身の虜になっている女性達の中には魔砲弾を貢ぐ者もいることから魔砲弾を使用。再び自分の立てた作戦で姫子の呪いを解こうとしたが、零の活躍により失敗。更に黒姫から「番犬」扱いされ愕然としてしまう。そこで強引な手段で黒姫を自分の物にしようとしたが失敗し、敗北した。その後については黒姫討伐団を参照。
七（ナナ）
とある村に住む健気な少女。凶々婆によって椅子の姿になった父親に襲われていたところを黒姫に助けられる。この時は黒姫の悪い評判知らないせいか黒姫に対して否定的だったが、その後黒姫に対する考え方を改め直す。飯処に凶々婆が訪れ、姫子が椅子に変えられ処分される所を庇い、凶々婆の要求を拒否し、姫子と共に村から逃走した。ほどなくして阿修羅が現れ、助言を与えられ二人の救出に奮闘するが失敗し凶々婆に皿の姿に変えられる。その際阿修羅の助言を姫子に伝え、万事休すで呪いを解くことに成功した。凶々婆が成敗された後は黒姫の作った呪解無弾で元の姿に戻り、最後は村の人々とともに二人を見送った。
七の父親
七の父親で名前は不明。当初は凶暴な椅子の姿で登場。呪いが解けた黒姫によって元の姿に戻る。その後二人に村の事情を話すと姫子に凶々婆を退治し村を救ってほしいと懇願したが姫子に拒否される。その後村から逃走した七を心配して合流。このまま七と逃亡しようとしたが、七のまっすぐな思いに心を打たれ姫子と零の救出に協力することを約束した。その後、村の仲間数人とともに黒姫を救えば家族が救えると信じて凶々婆に反旗を翻す。その後黒姫の呪いが解け、凶々婆をお仕置きする光景をまともに見られず皿になった娘の七とともに恐怖していた。凶々婆が成敗された後は元に戻った妻と七の再会に涙を流した。
七の母親
七の母親で名前は不明、当初から噴水の姿で登場。凶々婆がやって来て間もない頃に噴水に変えられてしまった。しかし、娘の七が凶々婆の命令を逆らった罰として破壊されてしまうが、呪いの解けた黒姫によって元の姿に戻る。バラバラにしてしまったことを謝罪していた七に「何も言わなくても気持ちを理解してくれた」と褒め、感動の再会を果たした。
飯処の女将さん
とある村の飯処の女将さんで名前は不明。テーブルにされた主人や食器などにされた村の人々を置いていけず一人で店を切り盛りする。店の目の前に噴水になった七の母親が置かれてあるので毎日母親の元に通う七をいつも気遣っている。七の母親を壊されたことを涙し、凶々婆に酷さを訴えたが逆ギレをした凶々婆に皿に変えられ破壊されてしまう。後に呪いが解けた黒姫によって村の人々と主人と共に元の姿に戻り、七と母親の再会を夫婦寄り添って見守っていた。
凶々婆（きょきょばあ）
高圧的で非常に利己主義な老婆の魔女、七の両親達を物に変えた張本人。以前は他の村に住み着いていたが、“実験”をやりすぎて人がいなくなったため、数年前に七達の村に突然やって来る。七の母親や村の人々を物に変え、自らの理想郷を築くための“道具”と称して村の人々を従わせのさばっていた。最近では歩くのが億劫になってか魔砲で“楽々椅子”（車椅子に似ている）を出すが自動で動かないため、七の父親や村の人々を椅子に変えて楽々椅子を求めていた。零が一人で凶々婆の元にやってきたのを好都合に零を椅子に変え、楽々椅子として利用する。今度は飯処で姫子を椅子に変え壊そうとするが失敗し七に命令を逆らわれる。その後腹いせとして七の母親や他の者達を次々と破壊していき、姫子と七を皿に変え破壊しようとした。黒姫の呪いが解けると黒姫に襲いかかるが失敗に終わり、最期はある方法で成敗されたが絶命はしていない。後に凶々婆の惨めな姿が物語る事から黒姫の恐怖を後世に伝えていったという。
魔夜（マヤ）
荷馬車に乗りショートボブにゴシック系の格好をした少女。盗賊達に襲われていたが実は“幽霊馬車”の一員で死人である。零の姿勢に心を打たれてか、零を襲う怨霊達に制止をかける。直後に魂を通じて零を幽霊馬車の一員に引き込み、連れていった。しかしその後姫子によって妨害されてしまう。馬車を破壊され二人が襲われる時も零だけを守ろうとしたが、断られた。呪いが解けた黒姫から手遅れと判断され、裏神呪再魂弾で幽霊馬車の人々と共に生き返るが死神天使団達に魂を消滅させられる。消滅する直前に終わりのない復讐の旅から解放され、自分の分まで生きて欲しいと零に残し笑顔でお礼を言った。
旅の踊り子団（たびのおどりこだん）
鬼丸団達との宴にやって来た6人組の踊り子団で全員コブラのような蛇をペットに連れている。妖艶な容姿と特技の舞で姫子（黒姫）に言い寄る男性陣を色仕掛けで落としていく。
浜辺の子ども達
大和に向かう時に大陸の浜辺にいた子ども3人組。島亀の子孫達をいじめていて殺そうとしたところを黒姫に追い払われる。その後黒姫討伐団達により、黒姫の情報を知る者として捕らえられる。黒姫についての情報を話した後は薔薇姫に精気を吸われそうになったが、桜花によって逃げるよう諭され、すぐに逃げ出し難を逃れた。

### サブキャラクター（大和編）
島亀（しまがめ）
乙姫の従者。黒姫に子孫である小亀を助けられ、その礼として竜宮城へ連れて行く。黒姫の悪い噂は耳にしていたものの、子亀を助けた少女が黒姫とは知らず、乙姫に全て任せかかわらないようにしていた。しかしとある事情から黒姫に対する見方が変わり、黒姫の美しい心は零が与えてくれたと慰める。大和の近海に到着した時は乙姫と一緒に笑顔で黒姫達の行方を見守っていた。その後黒姫討伐団から難を逃れて黒姫の元に再登場、海竜を利用するために乙姫が人質されていることを告げる。その後乙姫が無事に救出されたところを駆けつけた。黒姫達が現代に帰還した後の行方は不明となっている。
乙姫（おとひめ）
竜宮城の住人。外見は黒姫曰くお水っぽいらしい。竜宮名物の玉手箱を渡した相手が見たいと思う願望を幻影（実際は珊瑚やイソギンチャクなどで出来ている）によって具現化できる。
黒姫の悪い噂は彼女も耳にしているようで、島亀の恩人が黒姫と知ると適当にあしらう。しかしと玉手箱の幻影を見破り零を求める黒姫の姿に島亀同様彼女に対する見方が変わり、零から最高の愛を与えられたと慰める。大和の近海に到着した際、黒姫の願いが叶うよう応援して別れを告げた。その後黒姫討伐団に海竜を利用するための人質として捕らわれてしまうが黒姫の活躍によって救出される。島亀と同様に黒姫達が現代に帰還した後の行方は不明となっている。
海竜（かいりゅう）
時間を食べる生命体。見た目はクジラに似ていて4つの目を持つ。海竜の体内には竜宮城が存在する。黒姫達を大和まで乗せている。
その後黒姫討伐団に乙姫を人質に捕られ、争怒達に利用されてしまう。やがて乙姫の救出が成功した後、うるさいという理由で黒姫や黒姫討伐団を飲み込んだ。
先に黒姫討伐団を過去に送らせ、小さい海竜として黒姫の前に現れる。小さい海竜は海竜をデフォルメ化したような姿で幼児語に近いひょうきんな口調で話す（ただし真剣な話になると姿も口調もシリアスになる）。海竜の中には過ぎ去った時間も存在し、乙姫を助けたお礼として特別に黒姫とついて来た鬼丸達を過去へと送る。
その後黒姫達を現代に返す。夜叉姫の結界の影響から小さい海竜として生き残り黒姫達と共に行動するも、行き場が無いため同じように孤立した争怒と時間を共にする。阿修羅の異変や精霊の力に詳しい。
徳河一真（とくがわ かずま）
大和の王子。剣の達人であり、豪速剣を使いこなす。零と性格が似ていて、黒姫に惚れている。当初は難病を患った妹の和糸を救おうと人魚の肉を求めて人魚漁に出ていたが、海馬によって襲撃され海に漂流していたところを黒姫達に出会う。その後餓鬼が大和中に放たれた時に再会。「桃太郎伝説」にあやかられ猿との縁が多くなる。
砦誘鬼の件から落着した後は黒姫達と旅に同行し数々のサポートを務めた。その後、風の精霊王を解放する途中で黒姫討伐団の襲撃を受けた時は難を逃れた和糸から父親の形見・宝玉を託され、父親の遺志を継いで大和の長となり黒姫と共に黒姫討伐団と戦う。
黒姫が過去に行っている間はお雪や雪男達と一緒に亡者と戦っていたが、宝玉の力の乱用がたたり黒姫が過去から帰還した時には疲労し衰弱した姿で登場。このことについては妹の和糸しか知らず、周りに心配をかけないよう黙っている。
海馬（カイマ）
人魚の長。胸に海馬の刺青がある。鮫の形をした2本の刀を扱う。妹の楽や仲間達を守るために一真達の船を襲撃し、不老不死を信じて欲望に眩んだ人間達を絶滅しようと考えている。魚鱗合弾で人魚化した黒姫たちのことを同族と思い込み、よそ者の人魚には危害を加えない。海で漂流していた一真を捕らえ殺そうとするが、黒姫に制止をかけられ、今度は黒姫達を殺そうとするが妹の楽に止められ一真と一緒に閉じ込めた。その後船を襲撃され生き残った人魚漁の船長らが人魚達に報復しに来た時は仲間を率いれて船を撃沈しようとしたが攻撃した船が囮に気づき、妹とともに捕らわれる。のちに黒姫の活躍により無事救出され、最後は一真の約束を信じて和解し握手を交した。黒姫の行為から人間に対する見方も変わったようである。
楽（ささ）
人魚で海馬の妹。右目が前髪で隠れ、髪を後ろに束ねている。容姿は一真の妹・和糸に似ているが、こちらは黒髪でツリ目になっている。兄の海馬を「お兄様」と呼んで慕っている。人間に傷付けられ胸に十字の傷を負っていて、その傷を海馬の命令で一真に見せた。黒姫を殺そうとした海馬に仲間割れは良くないと止めさせた。その後船を襲撃され生き残った人魚漁の船長らに捕らえられてしまう。黒姫の活躍で兄達と共に救出され、最後は兄・海馬と一真の和解する姿を見守っていた。
和糸（かずし）
一真の妹で大和の王女。人魚の楽と同じく時々右目が前髪で隠れ、髪を後ろに束ねている。一真を「兄上」や「兄上様」と呼んで慕っている。当初は不治の病を患っており、人魚漁に出て遭難した一真の案身を心配して探していた。後に餓鬼が大和中に放たれた時は鬼の姿になり、城の地下で幽閉されていたが砦誘鬼の件から一件落着すると元の姿に戻り丈夫な体となった。
その後一真と黒姫達を待ちわびていたが、黒姫討伐団の襲撃を受けてしまう。父・信長から宝玉を預かり家臣の忍者達とともに一真達と合流。一真に父親の形見の宝玉を渡した。普段は物静かだが、いざという時は毅然とした態度で振舞う。
その後夜叉姫の結界の影響で阿修羅の郷に避難し生き残る。阿修羅の友達・幸とも仲が良く「和糸ねえちゃん」と慕われていて共に行動していた。改心した黒姫討伐団に今までの事情を話し、阿修羅の異変を告げる。また宝玉の乱用で命を削られ体が弱っている一真の案身を心配していた。
人魚漁の船長と船員
人魚の不老不死伝説を信じており、人魚漁を行っていた船長。船長の容姿は丁髷に肥満体型の魚顔で袴だけを履いている。一真も妹の和糸のために船長と人魚漁を行うべく同行していた。海馬によって船を襲撃され、報復として総動員で人魚狩りを行うことを和糸に告げて船を出す。囮を使って海馬ら大勢の人魚を網に捕らえて人魚を食そうとしたが黒姫が現れ、邪魔者は容赦しないと言った直後に魚鱗合弾で人魚に変えられてしまった。船員達も全員漁師の格好をしており銛を武器に黒姫や人魚達に襲い掛かったが魚鱗合弾に当たった木箱が魚に変わり攻撃を防がれ最後は黒姫によって人魚に変えられる。その後人魚になった船長は一真の家臣達から「手の生えた魚の化け物」呼ばわりされた。
林子（リンコ）
樹海で出会った女性。和服にポニーテールで厚底ブーツを履いている。性格は少々自分勝手でわがまま。お金が大好きで玉の輿を狙い、街一番の金持ちと結婚しようとしていたが街一番で貧乏の森男から説得され、愛に目覚めた。ところがお金持ちを怒らせてしまったため追われる身となり、樹海で身を潜めようと森男と共に樹海に逃げ込み、途中で森男とはぐれてしまい樹海を彷徨っていた。黒姫に森男の捜索を頼むが、事情を知った黒姫に呆れられて捜すのを断られる。しかし捜し疲れて足が動かず、死んでも死に切れないと涙し、見かねた黒姫とともに森男を捜索。だが、捜索中で死人であることが判明する。しびれを切らして黒姫に襲い掛かるが途中で森男の死体を発見したため、お互いの死を理解し、森男と再会を果たす。このまま二人で成仏しようとしたが、散々振り回したため黒姫を怒らせてしまい脅かされて樹海の外まで案内する。最後は黒姫によって森男と一緒に遺体を埋葬されお墓を建ててもらった後、改めて黒姫に感謝し森男と共に成仏していった。
森男（モリオ）
林子の恋人。林子曰く街で一番の貧乏な若者だったがお金に勝る愛があると説得し、林子を愛で目覚めさせた。お金持ちから林子を奪ってしまったため、林子共々追われる身となり樹海に逃げ込んだがはぐれてしまう。林子を背負った黒姫と出会うが林子と同じく死人だったことが判明する。その後黒姫に襲い掛かったが死体が発見されたことでお互いの死を受け入れ、再会する。林子と共にこのまま成仏をしようとしたが、怒らせた黒姫に脅かされて樹海の外まで案内する。最後は黒姫によって林子と一緒に遺体を埋葬されお墓を建ててもらった後、改めて黒姫に感謝し林子と共に成仏していった。
お爺さん
名前は不明。黒姫からは「爺さん」や「ジジイ」、「ジジ」と呼ばれている。不死山から打ち上げられ川を下って来た黒姫を救った。性格はお茶目で心優しいがスケベな面も持つ。大和に伝わる「桃太郎伝説」を信じており、黒姫を「桃姫」と名づけそれ以降黒姫を「桃姫」と呼ぶ。逃げ込んできた鬼丸を「犬」、後の一真を「猿」呼ばわりした。昔流行の病で亡くした娘の形見の着物をずっと大事にしていたが黒姫に譲る。餓鬼が放たれた時は足手まといにならないように自ら餓鬼に触れられ鬼になるが、直後に精霊化して駆けつけた阿修羅を「キジ」と呼び、意識がなくなる寸前まで黒姫を守るよう頼んでいた。砦誘鬼の件から落着した後は元の姿に戻る。ある事情で阿修羅と一真の会話を聞いてしまい、黒姫に告げ口しようとしたが、阿修羅の妨害で失敗に終わった。また阿修羅とは折が合わず阿修羅を怒らせたり困らせたりしていたが、黒姫と同じように阿修羅のことも大事に思っており、旅立つ際阿修羅の身を案じ、黒姫一行を笑顔で見送った。
後に夜叉姫の結界の影響で阿修羅の郷に非難して生き残り過去から帰ってきた黒姫と再会する。その際お約束のことをやってしまったため黒姫にのされた。
お婆さん
名前は不明。黒姫からは「婆さん」や「ババ」と呼ばれている。後ろで三つ編みを結っている。黒姫を介抱し、空腹の黒姫と鬼丸にお手製の黍団子をこしらえた。性格は心優しく、しっかり者。お爺さん同様に大和から伝わる「桃太郎伝説」を信じており、黒姫を「桃姫」と呼び、鬼丸を「犬」、後の一真を「猿」呼ばわりした。お爺さんが黒姫に娘の形見の着物を着せたことに驚き、お爺さんの喜んでいた気持ちや形見の着物のことを後に黒姫に語る。餓鬼が放たれた時は黒姫達と逃げていたが、お爺さんと同様に足手まといにならないように自ら餓鬼に触れられて鬼になってしまう。砦誘鬼の件から落着した後は元の姿に戻る。夜叉姫との戦いで瀕死を追った黒姫を介抱し、目覚めた時には再会を喜んだ。黒姫達が旅立つ時はお爺さんとともに笑顔で見送ったが、黒姫が神族と戦っていることを知らずお爺さんから告げられたときは驚いている。
後に夜叉姫の結界の影響で阿修羅の郷に非難して生き残り過去から帰ってきた黒姫と再会する。
影の忍者軍団
徳河家に仕える忍者軍団。一真を「若殿」と呼び命令通りに動く。全員仮面のようなマスクを被っている。黒姫達が大絵戸で休息を取るときにすぐ一真の元に現れた。空腹の黒姫達に竹林からテーブルを、魚商業の魚やカニを利用して即席に刺身や寿司などを即席に作る大和忍軍秘奥義“炊丼の術”を披露し絶賛される。また呉服問屋を利用して一瞬で着替えさせるという早技を披露するが、こちらは少々強引なので黒姫達からは不評を買われている。また手先も器用で老夫婦の形見の着物の残骸を集めてお守りを作った（以後黒姫はそのお守りを大和旋龍につけている）。ただし弾丸の入手だけは難しいようで切腹をしようとしていた。黒姫討伐団が襲撃されたときは一真の元に駆けつけるが穿花の男女天子弾を撃たれ一時操られてしまったことがある。一方、難を逃れた和糸と合流した者達は和糸を一真の元に導く。
その後は夜叉姫の結界の影響で阿修羅の郷に避難して生き残り、主に和糸たちの護衛を勤めている。
徳河信長（とくがわのぶなが）
一真と和糸の父親。大和の王で将軍でもある。今まで登場はしていないが軍艦を手配したり、餓鬼が放たれた時は鬼ヶ島の鬼を退治するようお触れを出していた。和糸とともに息子の帰りを待ちわび、黒姫のことを一真の婚約者と勘違いし孫が出来ると喜ぶ。黒姫討伐団が襲撃された時は、瓦礫に埋もれてしまうものの、争怒が娘の和糸を人質解放と引き換えに大和を譲る要求に対して拒否した。しかし瓦礫に埋もれた影響で背部に怪我を負い、争怒が只者ではないと感づくと和糸に宝玉を渡し、一真の元へ向かうよう諭す。息子に後を任せ、城の崩壊とともに命を落とした。

### サブキャラクター（大陸・過去編）
ゼロ
幼少時代の零の過去にかかわる少年。両親を亡くし、双子の兄のレイとは唯一の家族。牙狼団の一員として戦場で戦っていたところを黒姫と出会い、現代からやって来た黒姫を信じ好意的に牙狼団に迎い入れた。その後黒姫達と共に獅子城に飲み込まれるが、怨霊や薔薇姫に取り憑かれ、さらには命まで奪われそうになったところを黒姫に救われる。魔天連を討った後は黒姫達と共に行動していた。その後ある事情から母親と再会し、或牙虎巣脱出後は毒狗を許しつつも、レイに万が一のことがあれば怒りを見せるなど兄想いの面を持つ。早撃ち大会では得意の早撃ちで雷堕と共に出場を果たすが、邪悪の不正を見破った雷堕と黒姫に制止され棄権する。
しかし、一時休んでいた村へ魔天連の残党が襲撃を受けた時は、村の敷地内に魔天連の魔法陣を見つけ内通者がいることを知るが、レイの完全な死神化されるために必要な駒として毒狗に利用された。足を撃たれてしまい、逃げることも出来ずそのまま魔天連兵に殺された。結果ゼロの死はレイの毒狗に対する憎悪と殺意を一気に増長させ、完全な死神化の要因となってしまった。ゼロは死ぬ間際に助けを求めていたとレイから勘違いをされていたが、しかし本当は最期までレイを助け出そうとしていた。
その後無垢な魂となって黒姫を怨念達から守った。レイを救うため、自身を蘇らせることを黒姫に志願し、復活。直後に死神の力を取り込んだことで全てが治まったが、死神天使団によって消滅した。その際兄弟が黒姫に救われたことを笑顔で感謝をし、別れを告げていた。
このゼロの性格と姿勢が後のレイを現在の零として姿を変え、零の性格も姿勢も全て彼の影響を受けている。
レイ
幼少時代の零の過去にかかわる少年で、ゼロの双子の兄。ゼロよりも小さいため、当初黒姫からゼロの弟と思われていた。何故か堕悪“零”の面影がある。当初は毒狗の世話係だが、八つ当たりを受けるなど酷い扱いを受けていたにもかかわらず、毒狗の側から離れようとしない。
魔天連を討った直後、死神の欠片にとり憑かれ、死神の力に侵される。その後黒姫と共に行動をするが、或牙虎巣で異変を生じ、同時に壮絶な過去と毒狗への復讐が発覚。側から離れなかったのもそのためである。死神の力で毒狗へ復讐を果たそうとしていたが、ある事情で母親と再会し力は治まる。
今までは口がきけず無口で無愛想だったが、ゼロとは対照的に攻撃的で生意気な性格となる。しかし一方で、自分なりにゼロを守ったりと弟想いであったり、自分と同じ境遇を持つ秘巫女を気遣うなど根は優しい。黒姫に対しては、復讐の邪魔をする者として嫌悪し、或牙虎巣脱出以降もなかなか心開かずではあったものの、早撃ち大会の一件から黒姫に自分の気持ちを理解されてから徐々に心を開くようになる（それでもツンデレな面が目立つようになった）。
魔天連の残党が村へ襲撃してきたことから再び死神の力に侵され、見せられた幻覚などから疑心暗鬼に陥る。再び毒狗に付け込まれ、ゼロが自身の目の前で毒狗に足を撃たれ、魔天連兵に殺されたことによって、毒狗に対する憎悪と殺意が一気に増長し、完全な死神へと変えた。そしてそのままレイの持っていた暗黒面が暴走し、黒姫を襲いかかる。ここでレイはゼロが助けを求めてきたと勘違いをし、全てを憎悪していたが、黒姫にゼロの真意を諭されて目を覚ますが、悪に染まったことをゼロや母親に懺悔し、黒姫の銃を取って自殺した。だが、死神の力によって肉体は再生され、魂も肉体と繋がっていたことで一時生死をさまよう。復活したゼロによって怨念の暴走や死神の力がなくなり、現在の零の姿へと変わった。
黒姫が現代へ帰った後は、毒狗には止めを刺さずにその場を去る。戦争で子息を失くした夫婦と出会い、洋服を与えられ（後の零の幼少期の回想でもあった格好になる）行動を共にしていたが盗賊に襲われ、殺されそうになったところを過去の黒姫に救われた。その際、黒姫とのやり取りから自分がゼロに強く憧れていたことや姿形もレイの想いが表れたことが判明した。自暴自棄になっていたところを黒姫から「零」という新しい名前と生きる目標と希望を与えられ、零としての新しい人生を送る決意を示した。また、犍陀多に毒狗に止めを刺さなかったことを問われた際では母親を殺し、酷い扱いを受けながらも育ての親として良い面がレイの回想であったことから、好いていたことが語られている。
毒狗（ドック）
牙狼団の団長でゼロ達の養父。自由連合軍に雇われ、戦場は全て団員に任せて高みの見物をしていた。欲のためならどんな手段も選ばない悪党でもある。魔天連を討った後は団員達から恨みを買われ牙狼団を解散に追い込まれたが、軍のお金を奪い牙狼団の再建を目論んでいたが追われる身となり一時捕まった。後にレイに壮絶な過去を与えた張本人である事が発覚し、死神の力に取り込まれたレイに殺されそうになった。或牙虎巣脱出後改心したことを装うがたびたび黒姫の魔砲やレイの死神の力を利用して牙狼団再建から次第に世界征服を企んでいたが黒姫によってお仕置きを受けられる。
その後レイに宿った死神のカケラに唆されレイを死神化しようとしていたが、魔天連の残党が襲撃をしたことを機に本格的に動き、過去の黒姫に話を持ちかけ、魔砲弾を譲ってもらったり、魔天連に内通したりと黒姫（姫子嬢）達に見えない所で暗躍していた。その後レイの死神化のためにゼロを駒として利用し、ゼロの足を撃って逃亡、しかしレイに見つかり射殺されたと思ったが、過去の黒姫から貰った回復魔砲を先に撃ち込んでいたため治癒し、復活。レイの死神化を促せたことを成功し、死神がレイを支配したと思い再びレイの前に現れ、邪魔者である黒姫を始末するようレイを仕向けるが、レイに磔にされる。
死神の力が治まり、黒姫が現代に帰った後は生き残ったレイに助けを懇願するが、磔から解放されただけで置き去りにされる。その後病院に搬送され入院していたが、見舞いに来ていた雷堕から見限られ止めを刺された。その死後は犍陀多という名で亡者となり、レイが自分を殺さなかったことへの疑問から“答え”を知る一方で、三途の川の渡し守をしながら零を見守り、最期を見届けてきた。また、レイの前に現れて、何故毒狗に止めを刺さなかったのかを問い、レイの毒狗に対する気持ちに心を打たれ涙を流した。やがて黒姫に全てを見出されたことで長年求めてきた答えを知り、今までの過ちを涙ながらレイに懺悔した。
雷堕（ライダ）
牙狼団員で、ゼロ達の兄貴分。現代からやってきた黒姫を信じ、良き理解者となる。黒姫戦場ではゼロとの連携で敵を倒していた。また牙狼団のまとめ役であり、毒狗の代わりに指揮を取るなどしていた。魔天連を討った後は毒狗を庇い、牙狼団を解散させ黒姫達と共に行動していたが、先述の件から追われる身となり一時捕まった。或牙虎巣脱出後は死神の力に取り込まれたレイを心配しており、また毒狗の突っ込み役にもなった。早撃ち大会では得意の早撃ちを活かしてゼロと共に出場を果たすが、途中邪悪の不正を見抜き制裁を加えた。
魔天連の残党が襲ってきた際には、鬼丸帝国の者達と一緒に前線で戦っていた（そのためゼロが毒狗によって殺されたことや黒姫と優花がいなくなったことも詳しくは知らない）。過去の黒姫の活躍で魔天連の残党が退けられ、死神の力が治まった後は重症の毒狗の見舞いに来ていた。その際にレイが毒狗の元へ去った経緯を知り、必要のなくなった毒狗を「死ぬべき人間」と止めを刺した。その後は指名手配で賞金首となり人目を忍んで各地を転々とすることとなるが、レイの安否を心配しつつ、また再会できることを願っていた。
余談だが、1話でも零が黒姫を探す際に彼の名前が出ている。
魔里怨（マリオン）
魔天連の長で獅子城の城主。現代から来た黒姫討伐団と手を組み、黒姫を倒す事に協力していた。しかし黒姫達や黒姫討伐団の魔力と穿花に目を付けていたため利用していたに過ぎない。穿花を人工的な死神にさせるため、魔道炉で黒姫達の魔力と命を吸い出そうとしていたが元の姿に戻った黒姫によって獅子城を陥落させられてしまう。当初は女性達が平和に暮らせる理想郷を説いていたが、真の目的は人間を全て抹殺し死の世界を築くことだった。人間が生まれ持った七つの大罪に失望し、死神によって浄化することを願う。最期は死神化した穿花によって命を絶ったと思われたが、鬼丸に発見され介抱される時に目覚め、鬼丸にとある言葉を告げ死亡した。
羽尼主（パニッシュ）
監獄城・或牙虎巣の城主。或牙虎巣に連れて来られた囚人達を日々拷問で苦しめた後、処刑を行っている。傲慢な性格と子どもが死ぬところを好んだり、か弱い少女をいたぶる趣味を持つなど悪人の面を持っていた。石頭が特徴で「羽尼主面怒」という頭突き技を使う。毒狗が軍の資金を横領した件で捕らわれた黒姫達を処刑の時間が来るまで房に入れ、ゼロとレイを檻に放っていたが、怯えている優花に目をつけて優花だけを処刑しようと目論む。しかし黒姫の活躍により銃を奪われ、返り討ちに遭い気絶する。最期は或牙虎巣の怨念達によって殺される。
牙狼団の元舎弟
名前は不詳。牙狼団の元舎弟だが、現在は或牙虎巣の囚人達のリーダー的存在になっている。黒姫と優花に乱暴しようとしていたが、毒狗と雷堕に再会したことで止める。雷堕曰くこっちの腕は一級品らしく、護身用の仕込み銃を隠し持っていた。その後優花が仕込み銃を所持していることを羽尼主に密告して裏切り、減刑を望んでいたが最期は羽尼主に処刑される。
骨亡者（ほねもうじゃ）
或牙虎巣でレイの死神の力が強まった時に登場。骨の形をした銃剣で攻撃する。ゼロやレイを狙っていたように見えたが、レイを守ろうと毒狗を殺そうとしている。一時は黒姫と戦っていたが後に和解する。死神と毒狗の関係を知っており黒姫にレイの過去を見せ、何故かレイの心の闇を消す方法も知っていた。そしてレイの死神化を喰い止めるため、黒姫に復活の魔砲を撃つよう志願した。
海子
ゼロとレイの母親。名前は作者のあとがきで判明する。“豪速姫 お海”の異名を持つ元牙狼団の凄腕銃戦侍。作者によると、夫の戦死により団を脱退し、女手一つで二児を育てる決意を固める強い女性という設定。後に毒狗に言い寄られるが、夫は毒狗の裏切りによって戦死したと聞いているため、毒狗を信用せず脅迫まがいから抵抗したが、逆上した毒狗に殺される。
死後はゼロとレイをずっと見守っていた。その後或牙虎巣で骨亡者として登場、レイの死神化を防ぐため、黒姫の魔砲で復活を果たす。ゼロとレイに再会し、自分が教えることが出来なかった“愛”をゼロとレイに教えるようにと黒姫に頼む。最期は死神天使団によって魂を消滅させられた。
秘巫女（ヒミコ）
占いの街で出会った少女。大陸随一の占い魔女と評判である。双単銃に特別な力を込め、占い弾を練り客を占っている。しかし途中“死”敗により客が死亡してしまうことが続くため、本心では占いを辞めたがっていたが、大好きな母親のために無理をしていた。同じ境遇を持ったレイと出会い、心を通わせるようになる。その翌日黒姫のためにゼロとレイの未来を占うが、毒狗との取引で母親からイカサマを指示されつつも、占い弾を練る。しかし黒姫が“死”敗したことでレイに謝罪をし、イカサマのことも話した。その後桜化身弾で回復した黒姫の活躍によって母親と和解し、占いを辞めた。占う時に内容の断片が見えるようで最後にゼロとレイの今後の未来を黒姫に伝えた。
秘巫女の母親
秘巫女の母親で名前は不詳。夫に逃げられてしまい、娘・秘巫女の占いで生計を立てている。秘巫女の事は商売道具としか思っていなく、娘が占いを辞めたがっていることも全く気づいていない。また娘の身に何かあれば家に帰らせ、足枷をはめさせている。強欲な性格でお金のためなら客が“死”敗で命を落としてもいとわず、毒狗との取引でも取引料のために占いの内容を変えるよう秘巫女にイカサマを指示していた。しかし、見かねた黒姫によって書きかえた占い弾で最悪の未来を見せられる。命を粗末にした罰として殺されそうになったが、秘巫女の制止する姿によって改心し、今後は娘に占いをさせないことを黒姫達に約束させた。
モチ夫とキナ子
秘巫女の占い弾による成功例の夫婦客。占いの依頼は妻の浮気を確かめるためだが、妻が8股かけていることを発覚し、即離婚した。
独身男性
名称は不明、秘巫女の占い弾による“死”敗例のオタク風の中年男性客。「晴夢」という文字の入ったシャツを着ている。占いの依頼は可憐な少女達と結婚できて、宝クジが当たる方法を知るためだったが、“死”敗により命を落とした。

### サブキャラクター（番外編）
臣（シン）
煉獄で出会った中性的な少年。作中では「シン」と呼ばれている。ある大切な女性を失ったことで子どもの姿にされ、煉獄に落とされたという。心優しい性格でマルコに自分の片目を与えたり、お乳を落とした赤子に自分の分のお乳を渡している。姫子の行動から愛が奪われたと見抜き、姫子に対して何かと意味深な言葉を投げかける。
姫子達と共に行動していたが、審判の方法を目撃したために追われる身となる。途中で煉獄脱出のため、マルコにもう片方の目を与えたことで盲目となり、姫子だけ脱出させようと煉獄に留まる。しかし呪いが解けた黒姫の活躍で煉獄からの脱出に成功した。現世に戻った後も姫子達と行動するが、艶魔女王の手中にはまり追い詰められる。重症を負った中で姫子の中で再び芽生えつつある愛を感じていた。その後艶魔女王に止めを刺そうとした黒姫に制止をかけ、体から神の象徴・白神木が出現した。
丸子坊朗（マルコボーロー）
世界的に有名な冒険家で『世界見聞録』の著者。名前が明かされる前までは「マルオ」、後に「マルコ」と呼ばれている。本人曰く世界の全てを見ることが夢で、神々の住む天上界なども例外ではない。煉獄への道を突き止めたいがために大勢の神官を騙したり、脅したりなどして煉獄に踏み入ったことから神罰として目を奪われて子どもの姿にされた。
先述のことから当初は目がない状態で登場。その後シンによって片目を与えられ、ぼんやりながら目が見えるようになる。煉獄への脱出方法を知っていることから姫子と共に行動することとなった。シン同様に審判の方法を目撃したことから追われる身となり、途中でシンからもう片方の目を与えられ、元の姿に戻る。煉獄の脱出を試みるが、艶魔女王に捕まってしまう。しかし呪いが解けた黒姫によって煉獄を脱出し、現世に戻った後も姫子達と行動する。その後牛になった艶魔女王の“お乳”を飲んで赤子になってしまい、追い詰められて怪我を負う。呪いが解けた黒姫の活躍によって元の姿に戻り、最後は東にある島国（大和）へ旅立ち、姫子に別れを告げた。

## 用語
魔砲使い
魔力を弾丸に込めた魔砲弾を造り、撃ち出すことが出来る人間の総称。命を生む力を持つ女性にしかなることが出来ず、人数自体が少ない。魔砲弾さえあれば、誰でも魔砲を撃つことは出来る。
魔砲銃
魔力の込められた弾丸を撃ち出す銃の総称。黒姫は旋龍（現：大和旋龍砲）という魔砲銃を使っている。魔砲弾さえあればどんな銃でも効果を発揮することが出来るが、威力は落ちる模様。
旋龍
黒姫の使用する魔砲銃。通常弾すら大砲並みの威力に引き上げる魔力を秘めている。装弾数は6発。本体を回転させることで内蔵された撃鉄を引き起こし、弾装を回して射撃する。重い。
砲龍
十年前の黒姫が用いていた魔砲銃。長距離砲に似た外見をしているが、射程距離は桜花の銃よりも短い。撃鉄が外部にあるものの、彼女はよくこの銃を回す。どこであれ龍を放つ魔力を秘めており、砲式の強力な攻撃を放てる。神に敗北した後の所在は不明。
大和旋龍
現在の黒姫が使用している魔砲銃。大和姫に託された大和太刀と旋龍が融合し、今の形となった。ジジババから貰った服で作られたお守りが結わえてある。黒姫の意思で大和旋龍砲と大和旋龍刀に切り替えることが出来、各精霊王の力を引き出すことでさらに変形する。
黒神木
黒姫が操る魔力の結晶体。強力な力を放つ。怨念を凝縮して作られる。この世のあらゆる魔力を弾く。
鬼丸団
鬼丸と団員達によって結成された組織。当初は傭兵集団だったが、後の魔天連を倒したことで鬼丸帝国へと変わる。しかしほどなくして黒姫が現れてから支配下に置かれた。黒姫を天上界へ向かうようサポートをするがある事情で黒姫に裏切られ、それ以降は黒姫の抹殺を目的とした賞金稼ぎの組織となる。現在は鬼丸を除いて団員達は死神によって巻き込まれ全滅し、壊滅状態となっている。
復讐の大剣
怒りや憎悪、執念の力によって操ることが出来る伝説の魔剣。使い捨ての魔砲弾とは違い、永久的に魔力を込められているため、絶大な威力と代償に使用者の生気を奪われるという呪いを受ける。また過去編の魔天連の兵士達も主流武器として使われていた他、命を奪うために無理矢理持たされたこともあった。
神族
強大な力で人間を支配する神の一族。
精霊族
この星の力が具現化した存在。大和国では信仰の対象であるが大陸では悪魔と呼ばれている。
宝石花
宝石のなる花で形はダリアの花に似ている。姫子（黒姫）曰く「（宝石花）1個で何日も豪遊出来る」ほどの価値があることから採り尽くされたために遥か昔に絶滅したといわれているが、石の里の迷路や宝石人の集落に自生していた。姫子（黒姫）や鬼丸はこの宝石花が咲いていると宝石人も近くに住んでいることに気づいていた。
宝石人
美の女神の信奉者。美しさを求めるあまり、陽の光ある内（神の力ある内）は宝石になる体にしてもらったと言われるがそれが災いし、宝石花同様に宝石人も「物」として扱われ宝石人を殺して高額で取引されるようになった。宝石花と同じく遥か昔に絶滅したと言われているが、生き残った者は石の里でひっそりと暮らし、仲間以外の者は誰も信じず、よそ者は皆排除しようと閉鎖的になっている。ちなみに美の神といえば過去編で美神・美衣無主が存在したが、信奉者を宝石人にしたのかは、美衣無主であるかどうかは不明。
幽霊馬車
かつて盗賊に襲われ殺された者達の怨念が彷徨って盗賊狩りを行っている。基本は盗賊を対象にしているが、馬車を破壊した者や彼らを目撃した者を神に告げ口されるのを恐れて殺そうとする。
三途の川
血の川で、死者の棲む黄泉の門が開き死神が降臨する。川は生きている人間だけを溶かし（神族と精霊、亡者などは平気）、大地などの全てを飲み込もうとする。また死神が倒されたり、黄泉の国に戻ると血の川は引いていく。
亡者
黄泉の国からやってきた死者が死神の力によって物質化（外見は骸骨そのもの）し、生きている人間だけを襲い、魂を喰らう。弾などの物理攻撃は通用できるが無数に増えていくので姫子（黒姫）曰く「弾の無駄」。また死神天使が指揮を取ることで命令通りに動くことが出来る。
人魚
上半身が人間、下半身が魚の種族。大和では人魚の肉を食べると不老不死になるという噂を信じているため、欲にくらんだ人間達が乱獲し個体数が減ってしまい隠れ里に住んでいる。
白神木
神族の力の象徴
大和太刀
火の精霊王“大和姫”の太陽の火で鍛えられた最強の太刀。火・水・土・風の精霊王の力を宿すことによって切れぬもののない“絶対剣”となる。現在は黒姫の旋龍と合体し、魔砲銃を放つ大和旋龍砲と精霊の力を宿す大和旋龍刀となり、いずれも黒姫の意志で変化する。
心蓮
持つ者の心を表す花で大和姫が黒姫に授けた。黒姫の心は蓮の花で表されていて零と出会ってから得た新たな記憶のひとつひとつが、花びらとなって構成されている。全部で19枚あり、花びらを抜くとその記憶が失われ、力を解放するようになっている。花びら1枚分で本来の姿でいられるのは限られた時間でしかない。時間が切れて維持する場合は、花びらをもう1枚失う必要がある。現在は堕悪“零”によってほとんど失ってしまい、花びらは1枚だけとなっている。
宝玉
大和を統治する者だけが授けられる。前に3つ、後ろに1つの勾玉がついている。精霊の力を秘めており、3つの神具“最強の盾 玄武の籠手”、“最強の刀 白虎の太刀”、“自在に天駆ける 青龍の羽衣”を使用することが可能。その絶大な力と引き換えに使用者は精霊王・朱雀大和姫に命の炎を捧げなければならない。ただし一度に使える能力はひとつまでで一度に複数は使えない。
牙狼団（ガロウダン）
傭兵集団で戦場の狼と呼ばれるほど名高い。孤児などを集めて団長の毒狗に戦士へと育てられる。自由連合軍に雇われ、魔天連の兵士達と戦っていた。その後鬼丸団が魔天連に勝利すると団員達が毒狗への反発が募り雷堕とゼロ、レイ以外は離反した。雷堕によって事実上解散となる。
自由連合軍
魔天連と大陸統一戦争をしていた傭兵集団で最大の勢力を誇る。軍だけでは魔天連に勝ち目はなかったため、牙狼団や鬼丸団を雇っている。
魔天連（マテレン）
自由連合軍と大陸戦争をしていた集団で最大の勢力を誇る。獅子城を本拠地に構え、魔導騎士達を部下にし自由連合軍達と戦っていた。今まで謎が多いとされていたが、死神を信仰している。その後黒姫によって壊滅されたが事実上では鬼丸団が壊滅したとされている。
魔矢
魔力の込められた矢。曲がることが可能。鋼鎧五体弾で鋼鉄化すれば弾くことが出来る。
魔道炉
あらゆる魔力を吸い取る炉であり獅子城の動力源である。形はピラミッドに似ており、魔力や命だけでなく怨霊を吸い出すことで負の魔力を蓄積させることも可能。穿花の死神化もここで行われた。

## 魔砲弾
攻牙白狼弾〔コウガハロウダン〕
作中、黒姫が最初に放った魔砲弾。前肢が四本ある白い狼が出現する。魔砲光は黒・攻・土・狼・獣。
撤甲毒針蜂弾〔テコウドシホダン〕
功牙白狼弾に対して、零を殺そうとしていた敵が放った魔砲弾。大きな蜂が出てくる。魔砲光は黒・攻・風・蜂・蟲。
砲式 青鎧龍弾〔ホウシキ セガリダン〕
特別な魔砲銃・砲龍によって放たれた魔砲弾。巨大な青い龍で、零を殺そうとしていた敵と複数の撤甲毒針蜂弾達を撃退した。魔砲光は黒・破・土・龍・神。
成無弾〔ナムダン〕
魔砲獣が成りそこなった魔砲弾、いわば失敗弾で呪いで魔力の弱まった姫子がよく連発していた。モグラのような姿をしており、「みゅ」と鳴く。グローブをはめており、攻撃態勢を取るが弱いのですぐにやられる。場合によってはさまざまな武器を持つ者も入れば、寝てしまったり、その場に逃げ出すこともある。一度足止めとして餓鬼と戦ったことがあり、「成無嗚身打強剛（ナムアミダゴーゴー）」という必殺技を持っていた。また魔力はありつつも完全に出来ていない魔砲弾でも「成無○○○弾」と指す場合があり、通常の魔法弾に比べるとかなり劣ってしまう。
岩鱗龍弾〔ガリリダン〕
零と姫子（黒姫）が再開した時に初めて使われた魔砲弾。岩で出来た龍で旋龍の弾幕を防ぐ他、広範囲の火炎放射で攻撃可能。鬼丸団達を追い払った。また火の属性なので、大和姫の霊地・不死山では火の魔力が増幅して巨大化する。魔砲光は黒・炎・土・龍・獣。
爪牙翔鷹弾〔ソウガショウオウダン〕
鷹が出現する魔砲弾。攻撃だけでなく、移動手段としても役に立つ。黒姫が過去に赴いた際、黒姫自身の心の変化を表す行動を取るようになる。魔砲光は黒・攻・風・鷹・獣。
空翔生翼弾〔クショウショウヨクダン〕
空を翔ぶ力を与える魔砲弾。
不死龍弾〔フシリダン〕
骨が露わになっている龍が出現する魔砲弾。怨念などの死霊吸収することで「狂大化」し、パワーアップする。また魔力が弱いまま放った物だと怨念に乗っ取られてしまう。
火鳳翔龍弾〔カホウショウリダン〕
地獄の業火を纏う骨の翼龍が出現する魔砲弾。掴まれたら最後、死ねないまま永遠に焼かれ続ける。
怒豚太弾〔ドブタダン〕
偽黒姫が放った魔砲弾で巨大な豚が出現する。胴体を斬られても動くことが可能。
岩利光弾〔ガリコウダン〕
偽黒姫が放った魔砲弾で華音の主君・利光の姿をした巨大な石像が出現する。
火炎豚弾〔カエブダン〕
偽黒姫が放った魔砲弾で炎を纏った豚が出現する。
玄武龍弾〔クムリダン〕
亀のような龍が出現する魔砲弾。固く鋭い鱗状の甲羅が特徴で敵を串刺しにしたり、敵の攻撃を防ぐことができる。
命火龍弾〔ミカリダン〕
強化弾の一種。撃った箇所の部分が血液の龍となって飛び出し武器に宿り武器が龍化することで、火炎放射を放つことができる。黒姫が零に時間を稼がせるため撃ち込んだ。
召喚魔砲〔しょうかんまほう〕
黒姫が怨念となった華音を召喚するために使った魔砲弾。この魔砲弾には「弾」がつかない。
裏神術再魂弾〔リシンジュサコンダン〕
死者を蘇らせることができる魔砲弾。神によって封じられている禁断の術なので、生き返った者は天上界から罰が下り、死神天使らによって魂ごと消滅されてしまう。また使用者も天罰の対象になりかねない場合もある。
桜花身弾〔オオカミダン〕
あらゆる傷を治癒させる回復の魔砲弾。また傷だけではなく、壊れた物も直すことが出来る。先に撃つことで瞬時に回復することも可能。また魔力が弱いと完全に回復はしない。
鋼鎧五体弾〔コウカゴタイダン〕
自身の体を鋼鉄化し、鉛の弾を弾き返す防御の魔砲弾。防御の他にも体当たりなどで攻撃することも可能。
強制龍身怒弾〔ゴセリミッドダン〕
あらゆるものを龍化する攻撃用の魔砲弾。龍化する点では魔龍威躯弾と類似しているが、この魔砲弾は建物などを強制的に龍化させる。
矢烏弾〔ヤガラスダン〕
菓子姫が放った魔砲弾でクチバシが矢のように鋭い小型のカラスが出現する。本来は攻撃用だが、飛行用にも使っていた。
矢烏合龍弾〔ヤガラスゴウリダン〕
無数の矢烏弾が一斉に集まり、龍の頭のような姿になる。命令で矢烏弾に戻ることもできる。
鉄牙砲龍弾〔テッガホーリダン〕
機関砲に似た巨大な龍が出現し、凄まじい攻撃力が特徴。また機関砲に変形する事で連射攻撃も可能。
岩牢錠龍弾〔ガロウジョウリダン〕
岩鱗龍弾と同じく岩で出来ており蛇に似た龍が出現し歯の部分が牢屋の鉄格子状になっている。攻撃用ではなく、入り口を塞ぐために使われた。
薔薇喰弾〔バラクーダン〕
薔薇の魔砲獣が出現する。基本は攻撃用だが、威嚇にも使える（魔砲が使えない者のみ）。
男女天子弾〔ダメテンコダン〕
穿花が放つ魔砲弾でキューピッドが出現する。持っている矢に射られた者は使用者に愛情の全てを捧げてしまい恋の奴隷となるが、場合によっては僕にすることも可能。ただし愛（愛情）を持たない者には全く効かない。
怒武家弾〔ドブカダン〕
あらゆる建物を魔砲獣化する魔砲弾。特に精神の拠り所となる教会では魔力が増幅して強力な魔砲獣となる。
破流躯弾〔ハルクダン〕
撃つことで自身の体を強化する魔砲弾。髪が手足に巻きついて武装し、肉体も強化する。
呪解無弾〔ジュゲムダン〕
魔砲で物に変えられた者を元の姿に戻す魔砲弾。ただし、壊れてバラバラになった者に撃ち込むとそのままの状態で人間の姿に戻って死ぬことになる。そのため桜化身弾で直してから撃つ必要がある。
鮫牙大刀弾〔コウガダトウダン〕
刀状になった巨大な鮫が出現する魔砲弾。神族との戦いで龍の召喚が封じられた時によく使用していた。
縛鎖蛇弾〔バサダダン〕
鎖状の蛇が出現する魔砲弾。相手を拘束したり、丸猟弾を繋げて投げるなどさまざまな用途で使用される。魔力が弱いと短くなる。
怒震龍動弾〔ドシンリドウダン〕
尾の部分が槌状になっている龍が出現する魔砲弾。尾を地面に叩きつけることで巨大な地震を起こす。複数匹で数回叩けば地割れを起こし、巨大な山が崩れるほどの威力を持つ。
魔龍威躯弾〔マリークダン〕
撃った者の魔力や能力（魔力を持たない者）を増幅させ龍化させる魔砲弾。神族との戦いで龍の召喚が封じられている時によく使用していた。撃ち込む箇所は心臓のみで、心臓以外に撃った場合は黒姫曰く「良くて体の一部が吹き飛ぶか悪ければ体ごと消し飛ぶ」らしい。
砲式 大刀龍弾〔ホウシキ ダトウリダン〕
特別な魔砲銃・砲龍によって放たれた魔砲弾。剣のような翼龍が出現する。
偽我弾〔ギーガーダン〕
撃ち込まれた者は使用者と同じ姿になる。敵を混乱させたり、誰かに成りすますなど使用方法は多様。また想いを込めて撃てば、使用者の想い入れを見せることも可能。
魚鱗合弾〔ウォーリアダン〕
あらゆる物を魚に変えてしまう魔砲弾。ただし使用したのは本来の姿を封じられた黒姫で作中では不完全な状態でしか見ることができない（人間なら人魚の姿になる）。命令で跳ねることが出来る。
強化魔砲弾〔きょうかまほうだん〕、壱式〔いちしき〕、弐式〔にしき〕、参式〔さんしき〕、四式〔ししき〕、伍式〔ごしき〕
魔砲獣を強化する魔砲。黒姫が鮫牙大刀弾に壱式、弐式、参式、四式を撃ち込んで行くことで鮫牙大刀龍弾に強化される。最後に伍式を撃つと最高クラスの大刀龍弾に強化する。
魔砲融合〔まほうゆうごう〕
同じ魔砲弾を複数で撃つことで融合され初めて成立する。黒姫討伐団の桜花と薔薇姫、愛花が巨大な船を強化するために使われた。この魔砲弾には「弾」がつかない。
火鱗獣爬弾〔カリンジュウハダン〕
火を纏ったトカゲが出現する魔砲弾。体から高熱を発し、複数で出せば周囲の温度を上げることが出来る。攻撃用ではなく、黒姫が砦誘鬼の攻撃を封じるために使われた。
爆羽翔鷹弾〔バクウショウオウダン〕
爪牙翔鷹弾をミサイル化ような魔砲獣が出現する。攻撃はもちろん、海柱に隠れた砦誘鬼を探すために使われた。
砲式 氷鎧牙龍弾〔ホウシキ ヒガイガリダン〕
大和旋龍“玄武砲”によって放たれた水の魔力最大級の龍。氷で出来た巨大な龍で凍らせることも可能。また使用者の虚像を作ることが可能で敵をかく乱させることが出来る。本来の姿になった黒姫でなければ放たれないが、水の魔力を持つ者から力を貸せば放つことができる。一度黒姫はこの龍で1匹目を囮として放ち、2匹目で攻撃用に放った。
砲式 縛鎖龍弾〔ホウシキ バサリダン〕
大和旋龍“玄武砲”によって放たれた魔砲弾。胴体は南京錠のような形になっており、口は牢屋のようになる。夜叉姫を閉じ込めてしまうほど頑丈。
薔薇孤浮堕〔バラコプタ〕
空を跳ぶ魔砲弾。空翔生翼弾と類似しているが、こちらは頭部に巨大な薔薇が咲き、回転させて空が跳べる。主に穿花や薔薇姫、愛花が使用していた。何故かこの魔砲弾には「弾」はついていない。
否退木緒弾〔ピノキオダン〕
撃たれた者は嘘をつくとビックリするくらい鼻が伸びてしまう魔砲弾。嘘でなければ「正」の魔砲光を発して正解音が鳴る。
乱気龍弾〔ランキリュウダン〕
乱気流状の龍が出現する魔砲弾。体の乱気流で身包みを剥がす。
怒鰐喰弾〔ドワニックダン〕
桜花が放った魔砲弾で巨大な鰐が出現する。噛み付いて攻撃する。
双頭牙翔鷹弾〔ソウトーガショウオウダン〕
桜花が放った魔砲弾で双頭の鷹が出現する。爪牙翔鷹弾の方が小柄になる。桜花は移動手段としてではなく、攻撃用にもっぱら使っていた。
激光梟灯弾〔ゲッコーフクロートウダン〕
梟のような魔砲獣が出現する魔砲弾。強烈な光を放ち相手の目を眩ませる。
鮫牙大刀龍弾〔コウガダトウリダン〕
桜花が放った魔砲弾で鮫牙大刀弾の強化龍にあたる。
丸猟弾〔ガンリュウダン〕
巨大な鉄球が出現する魔砲弾。
笑袋武弾〔ショータイムダン〕
巨大な笑う袋が出現する魔砲弾。ただひたすら笑うだけで攻撃はせず、相手を白けさせ、戦意を失くす。その隙に、使用者達を岩で隠れさせる。
狼頭飛風弾〔ローズヒップダン〕
愛花が放った魔砲弾。バラの頭部が狼の様になっており、飛行能力も付いている。
砲式 震滅打流 鳥流弾〔ホウシキ　フルメタルドリルダン〕
大和旋龍“白虎砲”によって放たれた魔砲弾。ドリル状の鳥が出現し、貫通させる。
薔薇鎖樹弾〔バラサージュダン〕
優花が得意とする魔砲弾。無数の荊が出現し、相手を拘束する。時にはバラの花を咲かせることも。
占い弾
秘巫女だけにしか練れない特別な魔砲弾。時空の歪みを作り出して過去や未来、相手に見たい物を見せることができる。占う相手に命がけの強い念がなければ練れない。また占い弾があれば、魔力を持つ者でも自分の思い通りの内容に書きかえることが可能。

## 関連商品

### 書籍情報
- 単行本
  1. 正義の拳銃 ISBN 978-4-08-873228-2
  2. 魔砲使い ISBN 978-4-08-873543-6
  3. 阿修羅 ISBN 978-4-08-873570-2
  4. 死神天使 ISBN 978-4-08-873636-5
  5. 愛の川 ISBN 978-4-08-873676-1
  6. 新たなる旅立ち ISBN 978-4-08-873788-1
  7. 桃姫 ISBN 978-4-08-873836-9
  8. 夜叉姫 ISBN 978-4-08-873879-6
  9. 堕悪"零" ISBN 978-4-08-874034-8
  10. 大絵都 ISBN 978-4-08-874134-5
  11. 零〜過去へ〜 ISBN 978-4-08-874280-9
  12. 零〜魔天連の死神〜 ISBN 978-4-08-874334-9
  13. 零〜血の絆〜 ISBN 978-4-08-874391-2
  14. 零〜選択〜 ISBN 978-4-08-874462-9
  15. 桜花の過ち ISBN 978-4-08-874615-9
  16. 魂の選択 ISBN 978-4-08-874688-3
  17. 精霊の阿修羅 ISBN 978-4-08-870069-4
  18. 生命の樹 ISBN 978-4-08-870452-4